# The Price of Salt
The Price of Salt (wznowiona pt. Carol) – powieść autorstwa Patricii Highsmith wydana pierwszy raz w 1952 roku pod ps. Claire Morgan. Jest to jedyny lesbijski romans w dorobku pisarki znanej głównie z thrillerów i powieści kryminalnych. Zawierał autobiograficzne motywy z jej życia, przez co autorka zdecydowała wydać się go pod pseudonimem. Dopiero wznowienie z 1990 roku opublikowano pod jej właściwym nazwiskiem oraz z tytułem zmienionym na Carol. Highsmith zakończyła historię happy endem, co w ówczesnej literaturze lesbijskiej było bezprecedensowe i przyniosło książce dużą rozpoznawalność, czyniąc ją niemal kultową w środowisku lesbijskim.
W 2015 roku ukazała się Carol, ekranizacja powieści w reż. Todda Haynesa.

## Fabuła
Akcja powieści osadzona została w Nowym Jorku w latach 50. dwudziestego wieku. Opowiada o relacji miłosnej dziewiętnastoletniej Therese i Carol, gospodyni domowej w trakcie rozwodu. Początkowe spotkanie w sklepie w okresie przedświątecznym przeradza się w romans naznaczony społecznym tabu oraz historię o odkrywaniu samej siebie. Bohaterki wybierają się w podróż samochodową po Stanach. Zostaje ona przerwana przez odkrycie prywatnego detektywa, wynajętego przez męża Carol, Harge’a, który nagrywał je potajemnie w hotelu, zbierając dowody do rozprawy rozwodowej. Carol opuszcza Therese, próbując walczyć o prawo do opieki nad swoją córką Rindy. Ostatecznie jednak poświęca ją, by spróbować ułożyć sobie życie z Therese.

## Okoliczności powstania
W 1948 roku Highsmith pozostawała w związku z pisarzem Markiem Brandelem, mając równocześnie romans z sąsiadką, malarką Ann Clark. Nie będąc w stanie odczuwać pociągu seksualnego do mężczyzn, zdecydowała się spróbować terapii konwersyjnej. By na nią zarobić, dorabiała jako sprzedawczyni w domu towarowym Bloomingdale. W okresie przedświątecznym spotkanie z jedną z klientek, 40-letnią Kathleen Senn, zrobiło na pisarce duże wrażenie – jak wspominała, była „dziwnie oszołomiona, bliska omdlenia, jednocześnie uwznioślona, jakbym doznała jakiejś wizji”. Tego samego wieczoru skończyła ośmiostronicowy szkic powieści, co, jak sama przyznaje, wspomóc mogła ospa wietrzna, którą wówczas przechodziła. Początkowo pisana była z pierwszoosobowej perspektywy 19-letniej Therese, alter ego autorki.
Prace nad powieścią kontynuowała w 1949 roku po powrocie z Europy, gdzie nawiązała romans z 40-letnią Kathryn Hamill Cohen, żoną londyńskiego wydawcy. Stanowiła ona, wraz z Kathleen Senn, jedną z inspiracji do postaci Carol Aird. Kolejną była wcześniejsza kochanka Highsmith, Virginia Kent Catherwood, która straciła prawo do opieki nad dziećmi po ujawnieniu nagrań ze spotkań z jej kochankami (motyw ten bezpośrednio pojawia się w książce). Początkowo historia miała kończyć się tak jak związki pisarki – rozstaniem. Autorka zmieniła jednak zakończenie za namową swojej agentki. W 1950 roku, dzień po ukończeniu pierwowzoru powieści, ciągła obsesja Highsmith wobec klientki z Bloomingdale skłoniła ją do pojechania do Ridgewood i próby odszukania jej domu. Jak zapisała w pamiętniku pisarka: „czuła się dziwnie, jak morderca w powieści”. Ostatecznie nigdy jej nie odnalazła, zaś sama Senn w roku następnym popełniła samobójstwo, trując się spalinami w garażu.

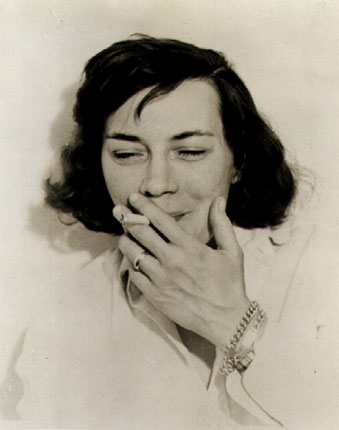
Patricia Highsmith w 1962 roku

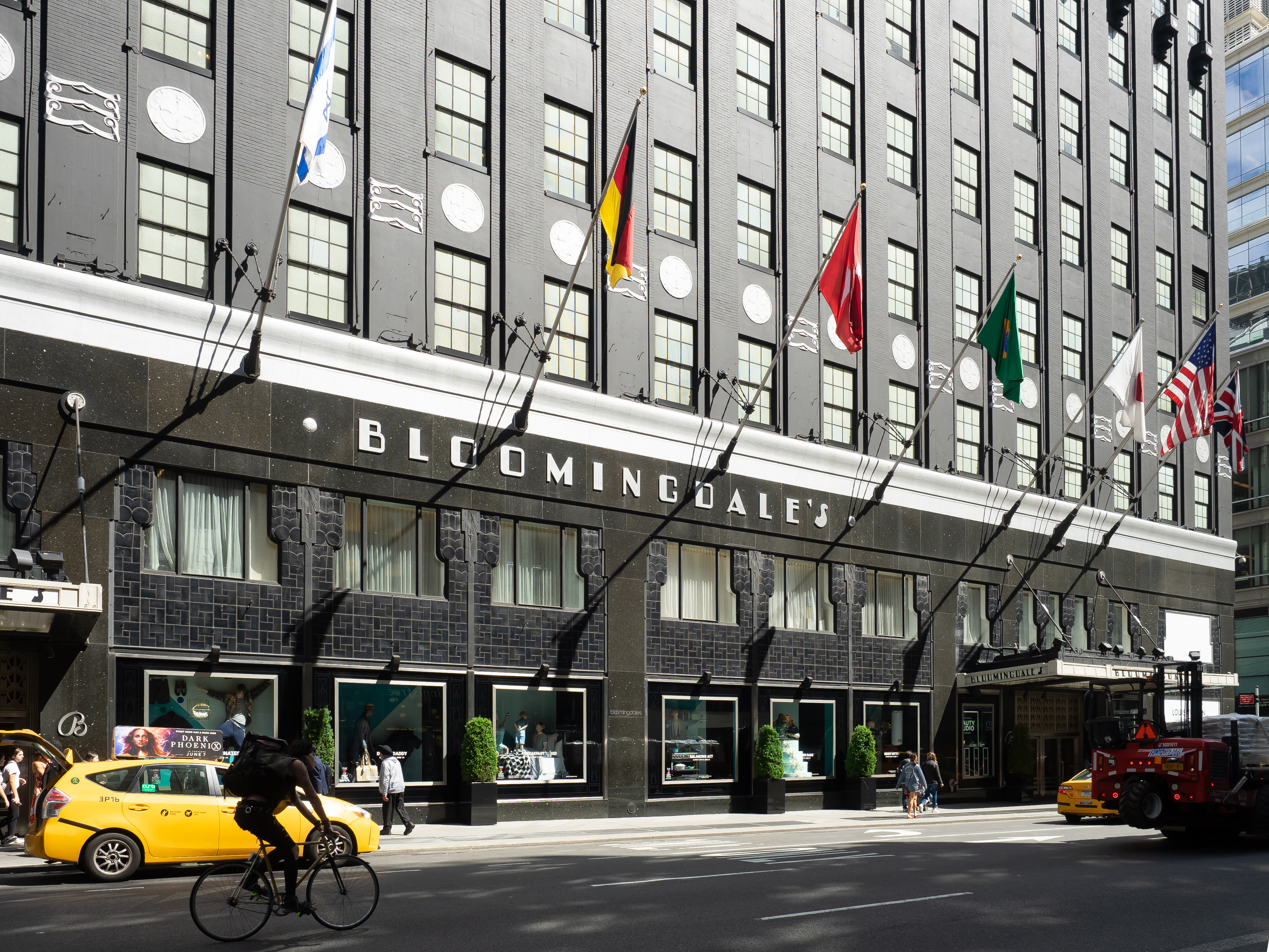
Dom towarowy Bloomingdale na Manhattanie

Początkowymi wersjami tytułu powieści były The Bloomingdale Story oraz Męki Tantala. Na ostateczny tytuł pisarka miała wpaść myśląc o żonie Lota i cenie, którą musiała zapłacić – zamianę w słup soli – gdy odwróciła się w stronę Sodomy.

## Wydanie i wznowienia
W 1950 roku Highsmith opublikowała Znajomych z pociągu, psychologiczny thriller który zapewnił jej rozpoznawalność w nowojorskim środowisku literackim. Jej wydawcy (Harper, obecnie HarperCollins) po otrzymaniu manuskryptu The Price... odmówili wydania powieści. Pisarkę ostrzegano, że po sukcesie Znajomych... wydanie homoerotycznego romansu byłoby dla niej zawodowym samobójstwem i przypięłoby jej łatkę „lesbijskiej autorki”. Sama Highsmith również obawiała się publikacji ze względu na dużą liczbę wątków autobiograficznych. Zachęcona jednak entuzjastyczną recenzją Ethel Sturtevant, wykładowczyni z nowojorskiego Barnard College, gdzie studiowała, zdecydowała się wydać powieść pod pseudonimem Claire Morgan w stosunkowo niedużym wydawnictwie Cowarda McCann’a.
Książka była wielokrotnie wznawiana. Druga publikacja nastąpiła dość szybko, bo w 1953 roku, wydana przez Bantam Books jako lesbijskie pulp fiction. Bardziej masową skalę miało wydanie z 1969 roku od Macfadden Books. Kolejne wznowienie nastąpiło w 1983 roku, kiedy lesbijskie wydawnictwo Naiad Press zaproponowało Highsmith publikację pod jej prawdziwym nazwiskiem. Pisarka jednak znów zdecydowała się zostać przy pseudonimie. Dopiero wydanie z 1990 roku od Bloomsbury Publishing, z tytułem zmienionym na Carol i dodanym posłowiem autorki nosiło jej prawdziwe nazwisko, stając się swoistym coming outem wówczas już 69-letniej Highsmith. Pomimo jej obaw, że powieść po tylu latach wyda się zbyt sentymentalna, uzyskała w większości pozytywne recenzje.

## Odbiór i znaczenie
W ciągu kilku pierwszych lat od wydania książka sprzedała się w nakładzie prawie miliona egzemplarzy. Highsmith, jako Claire Morgan, i jej wydawca otrzymywali w pierwszych miesiącach po publikacji po kilkadziesiąt listów tygodniowo. Czytelniczki The Price of Salt utożsamiały się z bohaterkami oraz z przedstawioną historią. Dziękowały autorce za przedstawienie ich jak „normalnych ludzi” oraz za happy ending.
W docenieniu znaczenia powieści ważna jest świadomość realiów historycznych i trudnej sytuacji osób LGBT w Ameryce lat 50. W dobie makkartyzmu napiętnowano wiele osób nieheteronormatywnych pod pretekstem sprzyjania komunistom. Wiele osób bało się „zdemaskowania”, gdyż groziła za to m.in. utrata pracy. Jak wspomina Highsmith w posłowiu z wydania z 1990 roku, „obławy na gejowskie bary były na porządku dziennym”. W amerykańskiej kulturze wizerunek osób nieheteronormatywnych był dość negatywny, przedstawiano je jako złowrogie lub chore psychicznie, na co wpływ miał wciąż obowiązujący konserwatywny kodeks Haysa. Pod jego wpływem powstały pierwsze ekranizacje powieści Highsmith: w Nieznajomych z pociągu Alfreda Hitchcocka z 1951 roku, jeden z bohaterów, Bruno, przedstawiony jako bardziej kobiecy i manipulacyjny, ginie w dość okrutny sposób. Inaczej w oryginale, gdzie topi się, mimo próby pomocy ze strony Guya, zaś ich relację w całej powieści można odczytać dość niejednoznacznie.
Dużą część ówczesnej amerykańskiej literatury lesbijskiej stanowiły pulp fiction, kreowane w zasadzie jako fantazje dla heteroseksualnych mężczyzn. Miały specyficzne, sugestywne okładki, oraz powtarzały zestaw postaci i motywów: dominująca, manipulacyjna lesbijka, zazwyczaj kusiła bardziej niewinną, niedoświadczoną, którą w końcu „ratował” mężczyzna. Historie takie często kończyły się samobójstwem bohaterek lub powrotem jednej z nich do heteroseksualnego małżeństwa. Nawet okładka The Price of Salt z 1953 roku wpisywała się w tę konwencję.
Powieść Highsmith nie kończyła się jednak tragedią. Zostawiała swoim bohaterkom szansę na szczęśliwe życie, dając czytelniczkom nadzieję. Same postacie Therese i Carol wymykały się także typowym podziałom na butch i femme. Mężczyźni nie odgrywali w historii ważnej roli, ani jako wybawcy ani jako główni antagoniści. O ile bariery homofobicznego społeczeństwa pozostają ważną przeszkodą w związku głównych bohaterek, większą uwagę autorka poświęciła odkryciu swojej tożsamości przez samą Therese. Pisarka poruszała przy okazji temat innych ograniczeń społecznych, m.in. osób aspirujących do środowiska artystycznej bohemy, ale zmuszonych ostatecznie do pracowania w zupełnie innych, handlowych branżach, co czyniło je nieszczęśliwymi (na przykładzie partnera Therese, Richarda).

### Ekranizacja
Początkowe plany ekranizacji kończyły się niepowodzeniem. Wersja z 1952 roku, by obejść kodeks Haysa, chciała zmienić płeć głównej bohaterki i tytuł na Carl. W połowie lat 60. rozpatrywano Lanę Turner do zagrania głównej roli, ostatecznie uznano to jednak za zbyt kontrowersyjne. W latach 90. prawa do ekranizacji powieści nabyła producentka Dorothy Berwin i scenarzystka Phyllis Nagy, która znała Highsmith osobiście. Pisarka sama miała zasugerować Nagy adaptację jednej z jej książek. Produkcja filmu przedłużała się latami. Ostatecznie film Carol w reż. Todda Haynesa wyszedł w 2015 roku, z Cate Blanchett i Rooney Marą grające kolejno Carol i Therese. Film otrzymał sześć nominacji do Oscarów.